# Comédie dramatique
Ne doit pas être confondu avec Tragi-comédie.
Une comédie dramatique est un genre cinématographique ou télévisuel qui utilise les caractéristiques de la comédie à des fins dramatiques. Une comédie dramatique tourne généralement en dérision des éléments sombres ou négatifs.   
Il ne s'agit donc pas nécessairement d'une alternance plus ou moins équilibrée entre des scènes humoristiques et des scènes dramatiques. 

## Exemples
Un des exemples type de comédie dramatique est le film Docteur Folamour (1964) de Stanley Kubrick qui dénonce la croyance dans l'arme nucléaire comme garantie de la paix, tout en tournant en dérision son usage.